# カシュカダリヤ川
カシュカダリヤ川 (ラテン文字:Qashqadaryo River, Kashkadarya River,キリル文字:Қашқадарё) はウズベキスタンの河川である。ダリヤ (Darya) はウズベク語で河川を意味するため、カシュカ川と呼ばれることもある。全長は378km、流域面積は8,780km2である。カシュカダリヤ州の名前はこの河川より採られている。
水源はギッサール山脈にあり、タジキスタンとの国境付近からシャフリサブスやチラクチ、カラバグなどを通過して州都のカルシへと到達する。この河川はその後トルクメニスタンのケルキ付近を通った後アムダリヤ川へと注ぐ。